# Dominique de Vic (1588-1661)
Ne doit pas être confondu avec Dominique de Vic.
Dominique de Vic, né à Paris vers 1588 et mort à Auch le 21 décembre 1661, est un prélat français, coadjuteur puis archevêque d'Auch (1625-1661).

## Première partie de sa vie
Dominique II de Vic est né en 1588 ou 1589, fils aîné d'Anne Bourdineau ( ? -1610) et de Méry de Vic ( ?-1622), maître des requêtes de l'Hôtel du roi, président du Parlement de Toulouse, et futur garde des sceaux. Son oncle est Dominique I de Vic (1551-1610), dit Capitaine Sarred, futur vice-amiral de France .

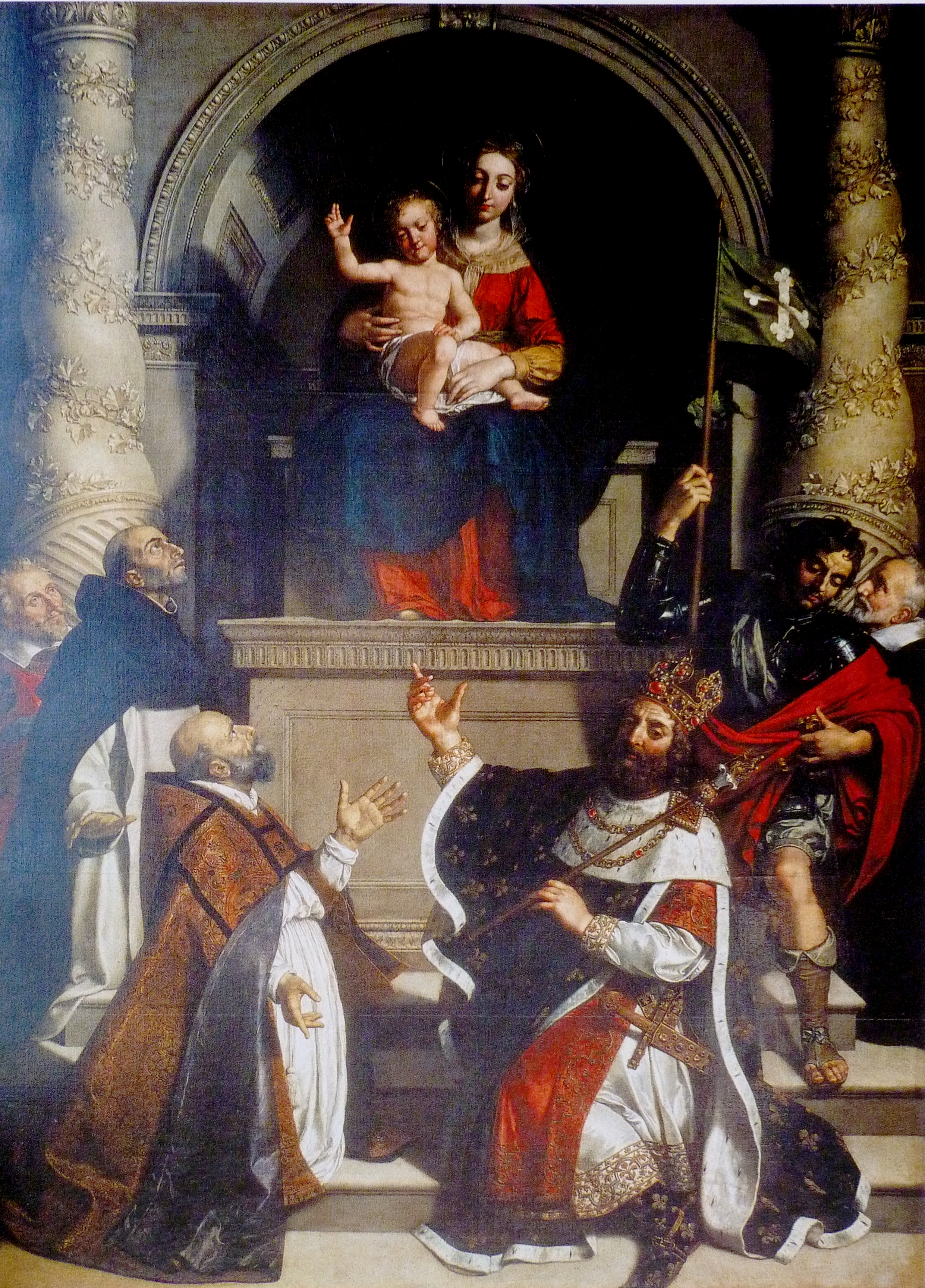
La Vierge de la famille de Vic

Il bénéficie des relations familiales pour suivre, dès son plus jeune âge, une carrière ecclésiastique qui sera brillante. En 1597, dès l'âge de huit ans, il est prieur commendataire de l'abbaye de Longpont puis, nommé par le pape, abbé de l'abbaye du Bec. En 1610, il devient docteur en Sorbonne.
En 1617, il représente son père chez le notaire pour l' acquisition d'une chapelle dans l'église Saint-Nicolas-des-Champs (Paris, 3e arr.). Entre autres décorations, son père commande à Frans Pourbus le Jeune le retable dit la Vierge de la famille de Vic, peint entre 1617 et 1622. Son père est représenté au fond à droite, son oncle au fond à gauche (avec son armure). Lui-même est probablement évoqué, en tant qu'abbé du Bec, par la figure de devant, à gauche, qui serait saint Anselme.
En 1621, après la mort du cardinal de Guise, Louis de Lorraine (1575-1621), il devient à son tour l'amant et le concubin de Charlotte des Essarts, pendant trois ans.

## Archevêque d'Auch
En 1625, à 37 ans, il est désigné comme coadjuteur de l'archevêque d'Auch Léonard de Trappes, le 27 janvier 1625, il est nommé, le même jour, archevêque titulaire de Corinthe et consacré comme tel, le 25 mai 1625, dans l'église d'Ermenonville, fief familial. 
En 1626, il fait son entrée à Auch, le 16 février 1626, et devient aussi abbé commendataire de Saramon. 
En 1629, il prend la succession de Léonard de Trappes à l'archevêché d'Auch, après la mort de ce dernier, le 29 octobre 1629.
En 1635 il est député de la province ecclésiastique d'Auch à l'assemblée générale du clergé.
Son archevêché est marqué par de nombreux travaux à la cathédrale d'Auch (vitraux à ses armes). On lui doit en particulier la réalisation de la plus grande partie de la nef, qu'il confie à Jean Cailhon en 1629. Il emploie aussi l'architecte Pierre II Souffron à la cathédrale, et le peintre Desalingues au collège des jésuites de la même ville (1640). 
Il fait faire des agrandissements considérables au château de Mazères, résidence d'été des archevêques d'Auch à Barran (Gers). Pour cette résidence, il passe commande d'une importante suite de tapisseries à ses armes à la manufacture d'Aubusson. Il y aménage les jardins, un grand vivier et ajoute des traits d'architecture classique au château jusqu'alors marqué par ses origines gothiques.

## Le collectionneur
Grand collectionneur, grand bibliophile — son père, Méry de Vic, possédait déjà une belle bibliothèque dont il hérita —, Dominique de Vic cultivait aussi un goût prononcé pour les jardins et les fleurs ; sa collection d'anémones dans son hôtel particulier au no 203 de la rue Saint-Martin à Paris était réputée.